# Paralimnophila (Paralimnophila) pewingi
Paralimnophila (Paralimnophila) pewingi is een tweevleugelige uit de familie steltmuggen (Limoniidae). De soort komt voor in het Australaziatisch gebied.